# Carl Spitzweg

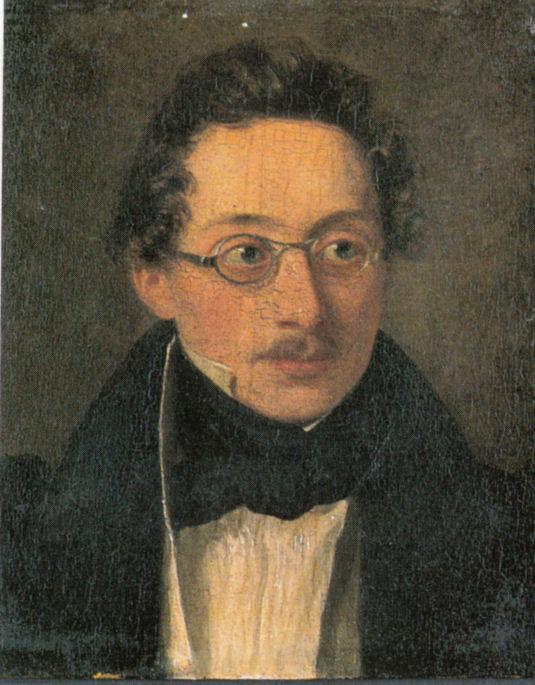
Carl Spitzweg (Autoportrét)

Carl Spitzweg také Karl Spitzweg (5. února 1808 Unterpfaffhofen, dnes Germering – 23. září 1885 Mnichov) byl německý malíř žánrových výjevů, kreslíř, ilustrátor, typický představitel mnichovského biedermaieru.

## Život
Původně vystudoval farmacii (1832), malovat začal jako autodidakt. Učil se už od školních let kreslením květin v přírodě a později kopírováním holandských mistrů v mnichovské Alte Pinakothek. V roce 1833 se rozhodl věnovat výhradně malířské dráze, o dva roky později byl přijat do mnichovského Uměleckého spolku a brzy se stal žádaným a komerčně úspěšným umělcem. Žil a pracoval v Mnichově, podnikl řadu studijních cest (Itálie, Francie, Belgie, Anglie), při pobytu v Praze v roce 1849 se seznámil s Josefem Navrátilem, Augustem Piepenhagenem a Josefem Mánesem.
Jeho dílo tvoří především humorně laděné žánrové scény, občas lehce karikaturní, jindy s mírně kritickým nádechem. Je zastoupen v řadě galerijních sbírek (mimo jiné Mnichov, Vídeň, Berlín, Lipsko, Stuttgart, Hannover, z českých Praha Národní galerie, Liberec) a v četných soukromých sbírkách.

## Dílo
Během svého života vytvořil přes 1 500 obrazů a kreseb.
Některá díla:
- Chudý básník, 1839
- Krátkozraký milovník, 1840
- Sváteční lovec, kolem roku 1850
- Milovník kaktusů, kolem roku 1857
- Věčný ženich, kolem roku 1860
- Dostaveníčko, 1879
- V podkroví, 1882.
- Budiž spravedlnost

V Čechách ovlivnil žánrové malby s komickými náměty Quido Mánesa a Gustava Poppeho.

## Fotogalerie

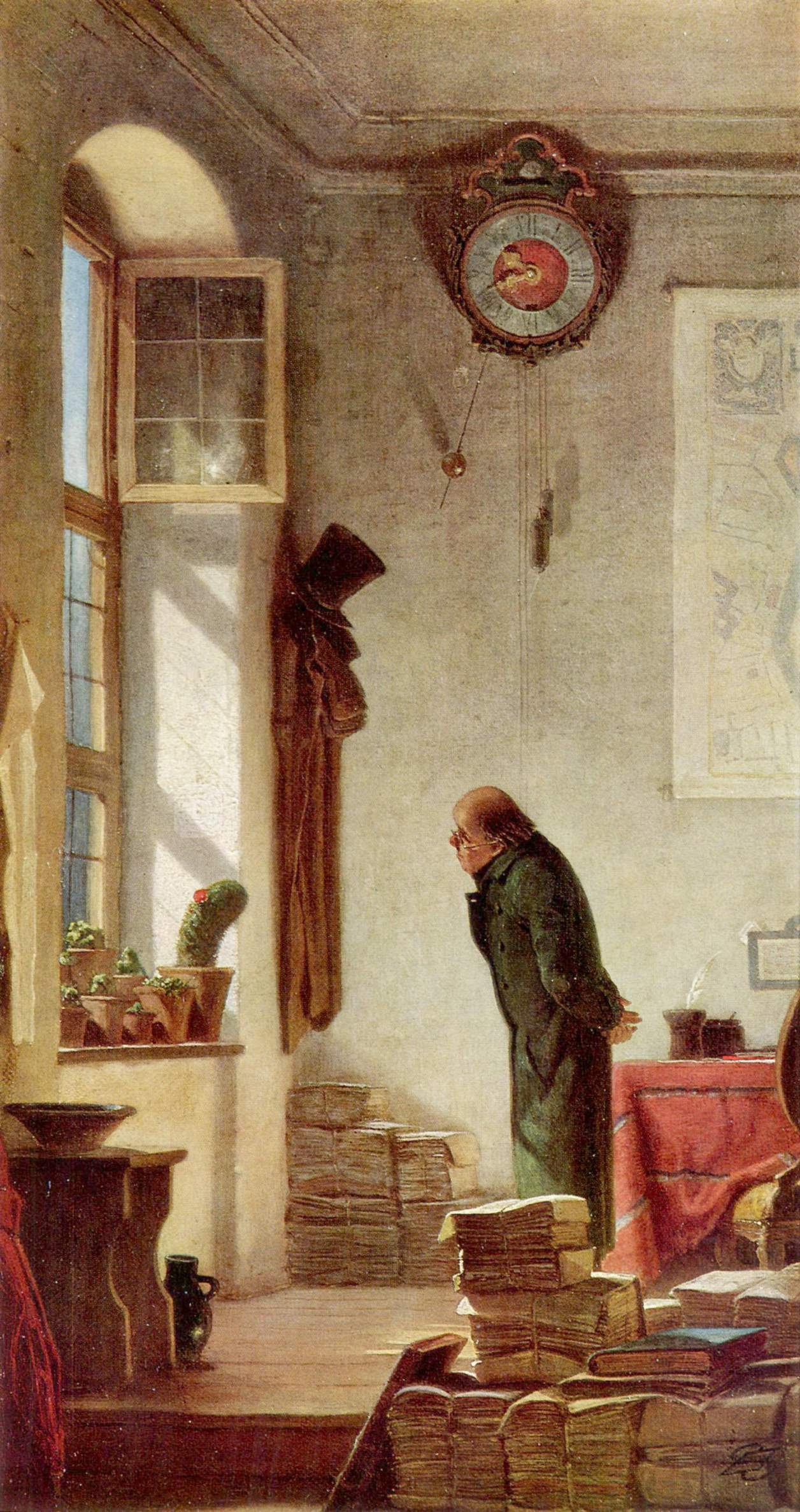
Milovník kaktusů
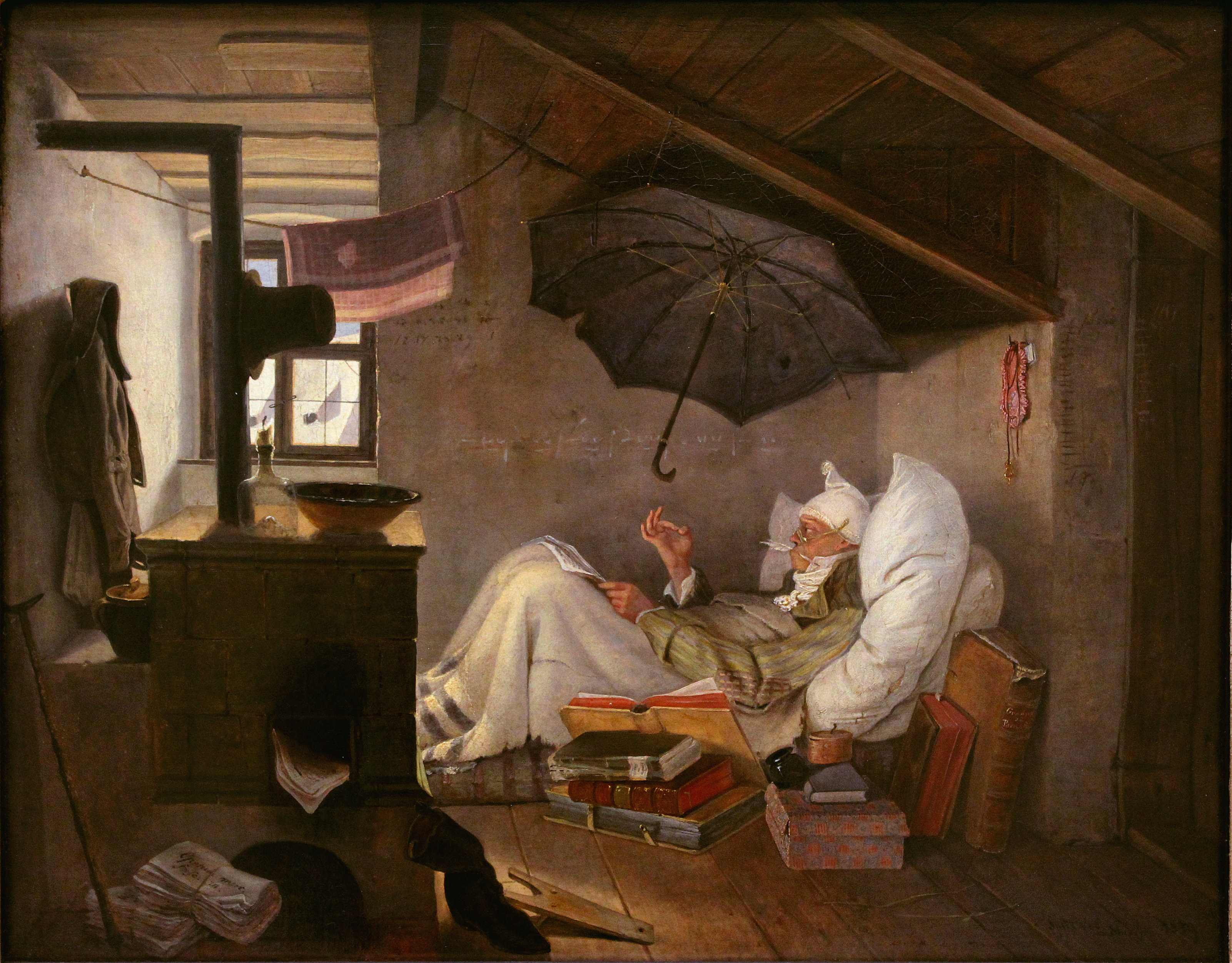
Chudý básník
Žebravý muzikant
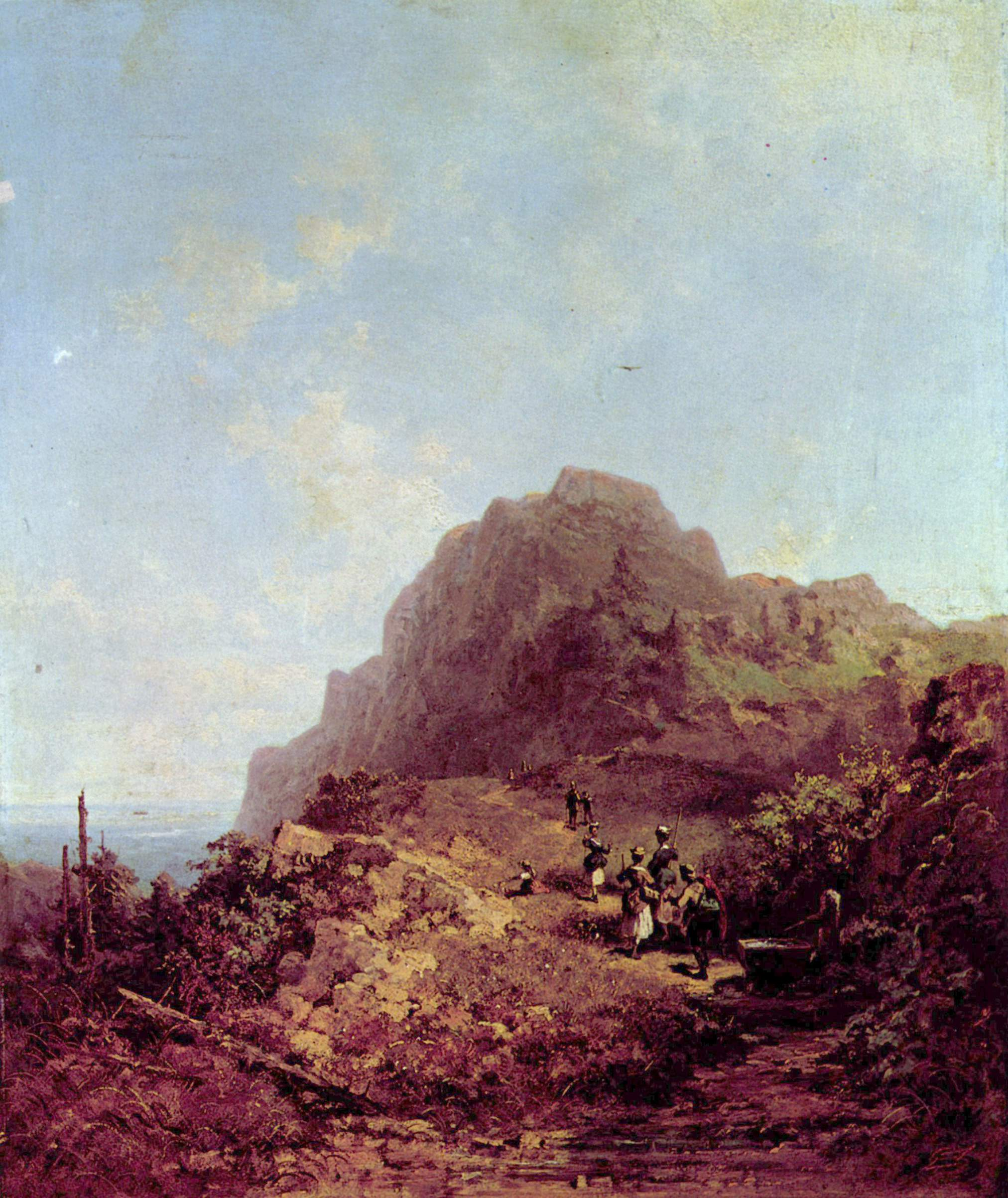
Putování po horách (Výlet na Herzogsstand)
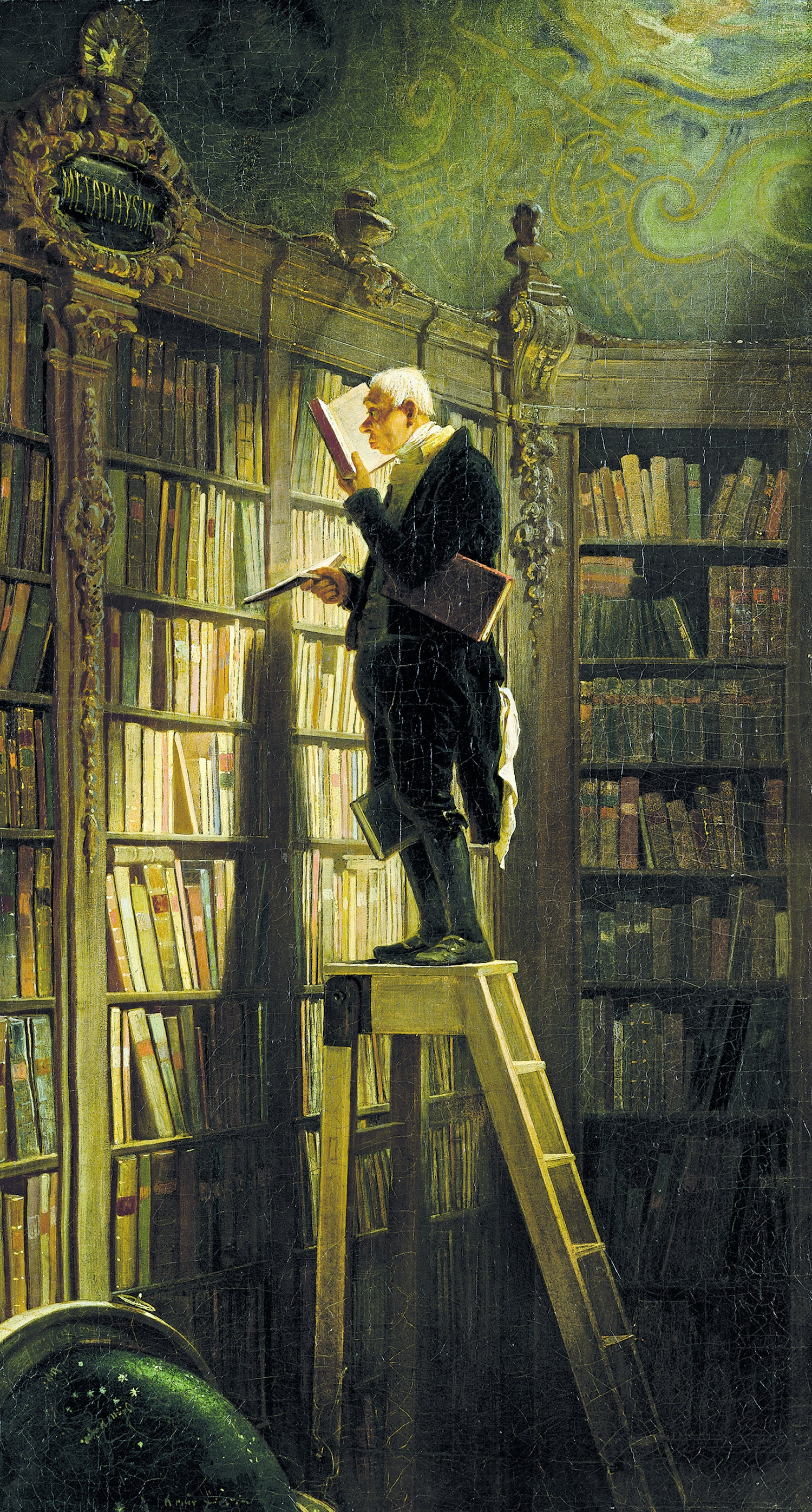
Knihomol